# عناية الله خان
عناية الله خان (12 أكتوبر 1888 - 12 أغسطس 1946) ملك أفغانستان، كان ابن الملك الأفغاني السابق حبيب الله خان، تسلم الحكم من أخيه أمان الله خان في منتصف ليلة 14 يناير عام 1929.
بعث الثائر حبيب الله كلكاني رسالة إلى الملك عناية الله إما الاستسلام أو الاستعداد للحرب. وكان رد عناية الله لأنه لم يسْع قط ولا يرغب في أن يكون الملك، وافق على التنازل عن العرش وأعلن حبيب الله كلكاني ملكا في 18 يناير 1929م. وخرج عناية الله جوا من كابول وقضى ما تبقى حياته في المنفى.